# نيكيتا درازدوف
نيكيتا درازدوف (بالروسية: Никита Юрьевич Дроздов)‏ (21 أبريل 1992 بموسكو في روسيا - ) هو لاعب كرة قدم روسي في مركز الوسط. لعب مع توربيدو جودينو وFC Amur-2010 Blagoveshchensk ‏ وسخالين يوجنو ساخالينسك ‏ وسبارتاك نالتشيك.

## روابط خارجية
- نيكيتا درازدوف على موقع قاعدة بيانات كرة القدم.إي يو (الإنجليزية)
- نيكيتا درازدوف على موقع Soccerway.com (الإنجليزية)